# 水無山 (富山県・岐阜県)
水無山（みずなしやま）は、富山県南砺市と岐阜県飛騨市にまたがる山。岐阜百山に指定されている。標高は1505.6m。白木水無県立自然公園の中核である。

## 特徴
- 水無平湿原も参照

山麓には利賀村水無の集落や水無谷がある。山一帯は鷹の生息が多く、水無集落の開村は加賀殿様が鷹の雛を捕らえる為に家を建てたのが始まりとされている。
中腹には水無平湿原と呼ばれる本格的な高層湿原がある。

## 植生
山域全体にブナの純林が広がっている。
中腹の水無湿原には、ミズバショウ、リュウセンカなどの湿性植物が群生する。

## 登山
登山道はなく藪漕ぎの山だったが、最近になって富山県側に登山道が整備された。登山口から山頂までは10分もかからないが、山頂周辺は隆起準平原の起伏に乏しい地形なので方向を見失って迷いがちである。